# Anthrachinon
Anthrachinon ist ein vom Anthracen abgeleitetes Chinon. Es wurde erstmals 1836 von Auguste Laurent durch Oxidation von Anthracen hergestellt.

## Vorkommen
Anthrachinon kommt in Form des seltenen Minerals Hoelit in der Natur vor. Anthrachinonderivate sind die Wirkstoffe diverser pflanzlicher Abführmittel: Rhabarberwurzel, Faulbaumrinde, Kap-Aloe, Sennesblätter und Kreuzdornbeeren, aber auch als Alizarin der Echte Färberröte, d. h. als Krapplack.

## Gewinnung und Darstellung
Anthrachinon lässt sich durch die Oxidation von Anthracen mit Salpetersäure oder Chromsäure herstellen.
Günstiger ist jedoch die Reaktion von Benzol und Phthalsäureanhydrid nach Friedel-Crafts. Dabei entsteht zunächst eine Oxocarbonsäure, die sich dann mit Schwefelsäure zum Anthrachinon weiter umsetzen lässt.

## Eigenschaften
Anders als die meisten Chinone ist Anthrachinon nicht wasserdampfflüchtig. Gegenüber Oxidationsmitteln ist Anthrachinon recht unempfindlich, durch Reduktionsmittel jedoch leicht in Anthrahydrochinon bzw. Anthron überführbar. Diese Reduktionsfähigkeit bildet die Grundlage für die Verknüpfung von Anthrachinonen zu Dianthronen und Polyanthronen. Durch Einführung von funktionellen Gruppen in das Molekül (z. B. Hydroxy- und Aminofunktionen), vor allem in den Positionen 1, 4, 5 oder 8, erhöht sich die Farbintensität und verändert sich die Farbe. Sie kann von gelb bis violett gezielt variiert werden. Der Flammpunkt liegt bei 213 °C.

## Analytik
Die zuverlässige qualitative und quantitative Bestimmung kann nach angemessener Probenvorbereitung durch Kopplung der HPLC oder Gaschromatographie mit der Massenspektrometrie erfolgen.

## Verwendung
Anthrachinon ist ein wichtiger Grundstoff für die Herstellung von Anthrachinonfarbstoffen, zum Beispiel Alizarin. 2-Alkylanthrachinone (z. B. 2-Ethylanthrachinon) dienen bei der technischen Herstellung von Wasserstoffperoxid nach dem Anthrachinon-Verfahren als Katalysator.
Des Weiteren wurde es unter der Bezeichnung Morkit als Mittel zur Abwehr des Vogelfraßes nach der Aussaat zur Beizung des Saatguts (z. B. Mais) eingesetzt. Die EU-Kommission entzog am 20. Januar 2009 auf Empfehlung der Europäischen Behörde für Lebensmittelsicherheit (EFSA) Anthrachinon die Zulassung als Repellent aufgrund von Gesundheitsbedenken für Anwender und Verbraucher.
In alten Zeiten wurden auch schon Stoffe mit antrachinonhaltigen Farbstoffen gefärbt. Zum Nachweis der Färbung eignen sich dafür auch die vorgenannten Verfahren der Kopplung der Chromatographie mit der Massenspektrometrie.

## Sicherheitshinweise
Aufgrund von Gesundheitsbedenken für Anwender und Verbraucher wurde Anthrachinon 2009 die Zulassung als Pflanzenschutzmittel in der EU entzogen. Anthrachinon wurde von der Internationalen Krebsforschungsagentur der WHO (IARC) als möglicherweise krebserzeugend für den Menschen („possibly carcinogenic to humans“) eingestuft (Kategorie 2B). Die Ankündigung erfolgte 2011 in der Zeitschrift Lancet Oncology, die Begründung wurde in der Monographie 2013 veröffentlicht. Im Februar 2013 zog das Bundesinstitut für Risikobewertung seine Empfehlung für die Verwendung von Anthrachinon in Lebensmittelverpackungen zurück und kündigte eine chemikalienrechtliche Neubewertung der Substanz an.
Auf Vorschlag der deutschen Chemikalienbehörde wurde 2015 die chemikalienrechtliche Einstufung von Anthrachinon überarbeitet. Der Ausschuss für Risikobewertung (RAC) der Europäischen Chemikalienagentur (ECHA) änderte am 4. Dezember 2015 die Einstufung für Anthrachinon: Es wurde als krebserzeugend Carc 1B eingestuft mit dem  Warnhinweis H350.  Diese Einstufung des RAC muss noch von der EU-Kommission in geltendes Recht umgesetzt werden, aber sie stellt mit der Veröffentlichung den Stand des Wissens dar, der von Unternehmen und Behörden berücksichtigt werden muss. Gegen die Einstufung wurde am 27. Juni 2017 Klage beim Europäischen Gerichtshof eingereicht. Ein Toxikologisches Gutachten zum Gefahrenpotential von Anthrachinon als Rückstand in Lebensmitteln des Schweizer Bundesamt für Lebensmittelsicherheit und Veterinärwesen aus dem Jahre 2021 kommt zu dem Schluss, dass Anthrachinon selbst kein genotoxisches Potential hat. Hingegen waren seine in vivo Metaboliten 1-Hydroxyanthrachinon und 2-Hydroxyanthrachinon,  welche in der Ratte gefunden wurden, im Ames-Test positiv und damit in vitro mutagen. Das BLV geht davon aus, dass die in vitro mutagenen Eigenschaften mindestens zweier Metaboliten und in Ermangelung anderer plausibler Erklärungen zur Tumorentstehung eine krebserzeugende Wirkung weiterhin als möglich erachtet.

## Externe Links zu erwähnten Verbindungen
1. ↑  Externe Identifikatoren von bzw. Datenbank-Links zu 2-Hydroxyanthrachinon:  CAS-Nr.: 605-32-3, EG-Nr.: 210-085-8, ECHA-InfoCard: 100.009.169, PubChem: 11796, ChemSpider: 11303, Wikidata: Q27117163.